# Львівська дорога
Львівська дорога — середньовічний тракт, вів з міста Володимир до Львова. Уперше згадується в тексті угоди під 1366 луцького і володимирського кн. Любарта-Дмитра Ґедиміновича з польським королем Казимиром III Великим про розмежування їхніх володінь. Проходив, імовірно, через Зимно (нині с. Зимне Володимир-Волинського р-ну), Всеволож (нині с. Литовеж Іваничівського р-ну, обидва Волинської обл.), Варяж (нині село Сокальського р-ну Львівської обл.), Белз.